# Kasteel van Rochebonne
Het Kasteel van Rochebonne (Frans: Château de Rochebonne) is een kasteel in de Franse gemeente Theizé. Het kasteel is een beschermd historisch monument sinds 1984.